# Diomede Falconio

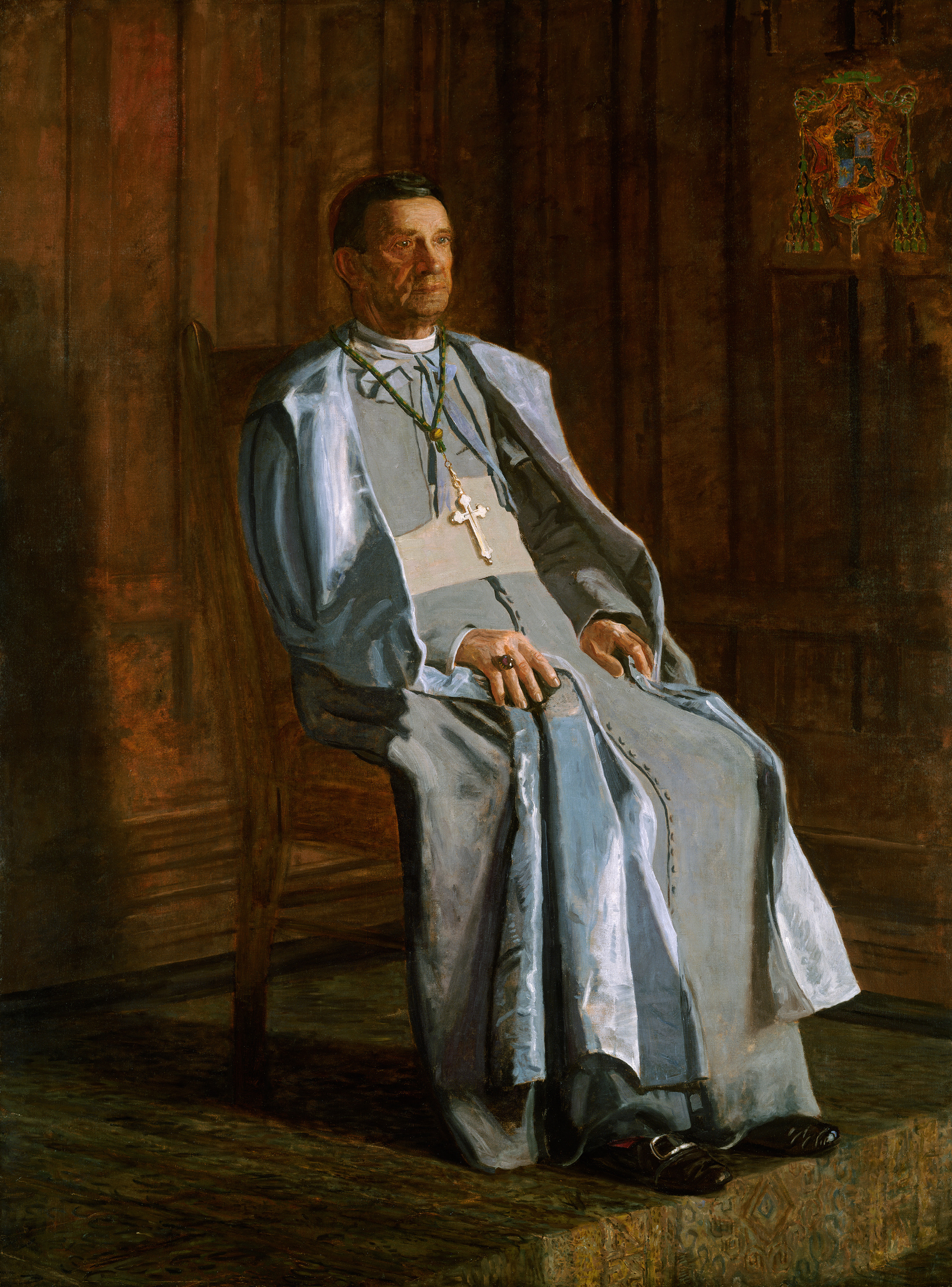
Erzbischof Diomede Falconio, 1905; gemalt von Thomas Eakins (1844–1916)

Kardinalswappen

Diomede Kardinal Falconio OFM (* 20. September 1842 in Pescocostanzo, Provinz L’Aquila, Italien; † 8. Februar 1917 in Rom) war Erzbischof von Acerenza e Matera, später Diplomat des Heiligen Stuhls und Kurienkardinal der römisch-katholischen Kirche.

## Leben
Diomede Falconio trat 1860 in den Franziskanerorden ein und studierte in verschiedenen Häusern des Ordens die Fächer Katholische Theologie und Philosophie. 1865 reiste er in die Vereinigten Staaten, wo er am 4. Januar 1866 das Sakrament der Priesterweihe empfing.
Anschließend wirkte er als Professor für Philosophie an der St. Bonaventure University im Allegany County, NY, wo er auch Leitungsaufgaben in der Priesterausbildung wahrnahm. 1883 kehrte er nach Italien zurück und leitete bis 1889 als Provinzial den Ordensdistrikt der Franziskaner in den Abruzzen. Diomede Falconio wurde im Oktober 1889 zum Generalprokurator seines Ordens gewählt und versah das Amt des Generalvisitators in den Provinzen Neapel und Pouilles.
Am 11. Juli 1892 ernannte ihn Papst Leo XIII. zum Bischof von Lacedonia. Die Bischofsweihe empfing Diomede Falconio sechs Tage später durch Kardinal Raffaele Monaco La Valletta, Mitkonsekratoren waren die Kurienerzbischöfe Antonio Grasselli und Tancredo Fausti. 1895 wurde Diomede Falconio Erzbischof von Acerenca e Matera, 1899 ernannte ihn der Papst zum Apostolischen Delegaten in Kanada, 1902 betraute er ihn mit der gleichen Aufgabe in den USA, er wandte sich dort den Problemen der italienischen Einwanderer zu und verwies in diesem Zusammenhang auf die von Papst Leo XIII. im Jahre 1888 veröffentlichte Enzyklika Quam aerumnosa.
Papst Pius X. nahm ihn am 27. November 1911 als Kardinalpriester mit der Titelkirche Santa Maria in Ara Coeli in das Kardinalskollegium auf, Papst Benedikt XV. ernannte ihn 1914 zum Kardinalbischof von Velletri und 1916 zum Präfekten der Religiosenkongregation. Diomede Falconio starb am 8. Februar 1917 in Rom und wurde in der Franziskanerkirche von Pescocostanzo bestattet.